# Transpacific Yacht Race
De Transpacific Yacht Race (ook wel Transpac Race of kortweg Transpac genoemd) is een tweejaarlijkse zeilrace, die sinds 1906 door de Transpacific Yacht Club wordt georganiseerd. In de wedstrijd zeilen de deelnemers van een haven in de buurt van Los Angeles naar Honolulu en zij leggen daarmee een afstand af van ongeveer 2.225 zeemijlen ofwel 4.121 kilometer. De zeiler die deze afstand het snelst aflegt zonder gebruik te maken van een motor wint de Barn Door-prijs.

## Varia
- Jim Dickson won in de jaren vijftig twee keer deze race en verwierf later bekendheid als muziekproducent en manager van The Byrds.[1]
- In de film Jaws (1975) spreekt een personage over de Transpac.